# Liga Norte de México 2018
La Temporada 2018 de la Liga Norte de México fue la edición número 7. Para esta temporada se mantuvo en 6 el número de equipos pero  hubo un cambio de sede, los Indios de Tecate entraron en sustitución de los Centinelas de Mexicali.
La fecha de inicio de la campaña fue el martes 3 de abril en 3 plazas y el 6 en las otras 3. Los equipos que abrieron el día 3 en casa fueron: Ensenada, Tecate y Caborca.
Los Marineros de Ensenada lograron el bicampeonato y su tercer campeonato en total en la nueva etapa del circuito, al derrotar en la Serie Final a los Freseros de San Quintín por 4 juegos a 2. El mánager campeón fue Gerónimo Gil.

## Sistema de competencia
El rol regular se dividió en dos mitades, para totalizar 96 partidos para cada uno de los 6 equipos. Al finalizar cada mitad, se asignó a cada equipo una puntuación conforme a la posición que ocuparon en el standing, bajo el siguiente esquema: 1.er lugar (8 puntos), 2.º (7 puntos), 3.º (6 puntos), 4.º (5 puntos), 5.º (4.5 puntos) y el 6.º lugar (4 puntos).
Al concluir la segunda vuelta, calificaron a la postemporada los 4 equipos que sumaron más puntos considerando las dos mitades. En los casos de empate en puntos, se aplicaron los siguientes criterios para desempate:
1. Mejor porcentaje de Ganados y Perdidos.
2. Dominio entre sí, entre los equipos que hayan empatado en puntos.
3. Mayor “Run Average”, durante la mitad que se quiera dilucidar (el “Run Average” se determina dividiendo el total de carreras anotadas multiplicadas por 100 entre las carreras en contra).
4. Un juego extra.
5. Sorteo.

Definidos los 4 equipos calificados para los playoffs, se integró un standing general en base a los puntos obtenidos, de tal forma que las series se armaron enfrentando al equipo 1 contra el 4 y el 2 vs. el 3. Los equipos 1 y 2 fueron locales en la semifinal.
Las series de playoff fueron a ganar 4 de 7 juegos posibles, bajo el esquema 2-3-2, es decir, dos juegos en la primera plaza, tres en la segunda y si es necesario, dos partidos más en la primera plaza.
La serie final fue protagonizada por los equipos ganadores de las dos series semifinales.

## Equipos participantes
Temporada 2018
| Liga Norte de México 2018   |                 |                               |                             |           |
| Equipo                      | Mánager         | Sede                          | Estadio                     | Capacidad |
| Algodoneros de San Luis     | Chris Mongiardo | San Luis Río Colorado, Sonora | "Andrés Mena Montijo"       | 2,500     |
| Freseros de San Quintín     | Benito Camacho  | San Quintín, Baja California  | "Dr. Miguel Valdez Salazar" | 2,200     |
| Indios de Tecate            | Braulio Neri    | Tecate, Baja California       | "Manuel Ceceña"             | 4,000     |
| Marineros de Ensenada       | Gerónimo Gil    | Ensenada, Baja California     | Deportivo Antonio Palacios  | 5,000     |
| Rojos de Caborca            | Pablo Machiria  | Caborca, Sonora               | Héroes de Caborca           | 5,000     |
| Tiburones de Puerto Peñasco | Javier Robles   | Puerto Peñasco, Sonora        | "Francisco León García"     | 3,500     |

## Posiciones
- Actualizadas las posiciones al 26 de julio de 2018. [8]

### Primera Vuelta
| Liga Norte de México | Liga Norte de México | Liga Norte de México | Liga Norte de México | Liga Norte de México | Liga Norte de México |
| Equipo               | JG                   | JP                   | PCT                  | JV                   | PTS                  |
| -------------------- | -------------------- | -------------------- | -------------------- | -------------------- | -------------------- |
| Ensenada             | 28                   | 20                   | .583                 | -                    | 8                    |
| Caborca              | 27                   | 21                   | .563                 | 1.0                  | 7                    |
| San Quintín          | 26                   | 22                   | .542                 | 2.0                  | 6                    |
| Puerto Peñasco       | 25                   | 22                   | .532                 | 2.5                  | 5                    |
| San Luis             | 23                   | 25                   | .479                 | 5.0                  | 4.5                  |
| Tecate               | 14                   | 33                   | .298                 | 13.5                 | 4                    |

### Segunda Vuelta
| Liga Norte de México | Liga Norte de México | Liga Norte de México | Liga Norte de México | Liga Norte de México | Liga Norte de México |
| Equipo               | JG                   | JP                   | PCT                  | JV                   | PTS                  |
| -------------------- | -------------------- | -------------------- | -------------------- | -------------------- | -------------------- |
| Ensenada             | 30                   | 18                   | .625                 | -                    | 8                    |
| San Quintín          | 28                   | 20                   | .583                 | 2.0                  | 7                    |
| San Luis             | 26                   | 22                   | .542                 | 4.0                  | 6                    |
| Caborca              | 25                   | 23                   | .521                 | 5.0                  | 5                    |
| Puerto Peñasco       | 25                   | 23                   | .521                 | 5.0                  | 4.5                  |
| Tecate               | 10                   | 38                   | .208                 | 20.0                 | 4                    |

### Puntos
| Liga Norte de México | Liga Norte de México | Liga Norte de México | Liga Norte de México | Liga Norte de México |
| Equipo               | JG                   | JP                   | PCT                  | PTS                  |
| -------------------- | -------------------- | -------------------- | -------------------- | -------------------- |
| Ensenada             | 58                   | 38                   | .604                 | 16                   |
| San Quintín          | 54                   | 42                   | .563                 | 13                   |
| Caborca              | 52                   | 44                   | .542                 | 12                   |
| San Luis             | 49                   | 47                   | .510                 | 10.5                 |
| Puerto Peñasco       | 50                   | 45                   | .526                 | 9.5                  |
| Tecate               | 24                   | 71                   | .253                 | 8                    |

| Clasificado a los playoffs |

## Juego de Estrellas
El Juego de Estrellas 2018 se realizó el sábado 2 de junio en el Estadio Héroes de Caborca de Caborca, Sonora, casa de los Rojos de Caborca. En dicho encuentro la Zona Sonora se impuso a la Zona Baja California por 5-0. El mexicano-estadounidense Larry Barraza de los Algodoneros de San Luis fue elegido el Jugador Más Valioso del partido, mientras que Francisco Sánchez de los Indios de Tecate fue el ganador del Home Run Derby. En cuanto a las pruebas de campo, el panameño Edgar Muñoz de los Rojos de Caborca fue el ganador de la Corrida de Bases, mientras que Oscar Lemus de los mismos Rojos de Caborca fue el triunfador del Tiro de Catcher, y finalmente el venezolano Jesús Solórzano de los Freseros de San Quintín se impuso en el Tiro de Filder.

## Playoffs
|  | Semifinales               | Semifinales               | Semifinales               |          |   | Final            | Final            | Final            |  |
|  | 28 de julio - 5 de agosto | 28 de julio - 5 de agosto | 28 de julio - 5 de agosto |          |   | 7 - 14 de agosto | 7 - 14 de agosto | 7 - 14 de agosto |  |
|  |                           |                           |                           |          |   |                  |                  |                  |  |
|  |                           |                           |                           |          |   |                  |                  |                  |  |
|  | 3                         | Caborca                   | 3                         |          |   |                  |                  |                  |  |
|  | 3                         | Caborca                   | 3                         |          |   |                  |                  |                  |  |
|  | 2                         | San Quintín               | 4                         |          |   |                  |                  |                  |  |
|  | 2                         | San Quintín               | 4                         |          | 2 | San Quintín      | 2                |                  |  |
|  |                           |                           |                           |          | 2 | San Quintín      | 2                |                  |  |
|  |                           |                           | 1                         | Ensenada | 4 |                  |                  |                  |  |
|  | 4                         | San Luis                  | 1                         | Ensenada | 4 | 3                |                  |                  |  |
|  | 4                         | San Luis                  |                           |          |   | 3                |                  |                  |  |
|  | 1                         | Ensenada                  | 4                         |          |   |                  |                  |                  |  |
|  | 1                         | Ensenada                  | 4                         |          |   |                  |                  |                  |  |
|  |                           |                           |                           |          |   |                  |                  |                  |  |

### Semifinales
| Equipo                                                         | 1 | 2 | 3 | 4 | 5 | 6 | 7 | 8 | 9 | C | H  | E |
| -------------------------------------------------------------- | - | - | - | - | - | - | - | - | - | - | -- | - |
| San Luis                                                       | 0 | 0 | 1 | 0 | 0 | 0 | 0 | 2 | 0 | 3 | 5  | 2 |
| Ensenada                                                       | 0 | 1 | 1 | 1 | 1 | 2 | 3 | 0 | X | 9 | 12 | 0 |
| G: Marlon Arias (1-0); P: Ryan Luna (0-1); SV: No hubo.        |   |   |   |   |   |   |   |   |   |   |    |   |
| HR: SLR - M. Guzmán (1); ENS - A. Tovalín (1), U. Márquez (1). |   |   |   |   |   |   |   |   |   |   |    |   |

| Equipo                                                         | 1 | 2 | 3 | 4 | 5 | 6 | 7 | 8 | 9 | C | H  | E |
| -------------------------------------------------------------- | - | - | - | - | - | - | - | - | - | - | -- | - |
| San Luis                                                       | 0 | 0 | 0 | 0 | 1 | 0 | 0 | 1 | 0 | 2 | 6  | 0 |
| Ensenada                                                       | 0 | 0 | 3 | 0 | 1 | 1 | 2 | 0 | X | 7 | 13 | 0 |
| G: Arturo Florentino (1-0); P: Henry Omaña (0-1); SV: No hubo. |   |   |   |   |   |   |   |   |   |   |    |   |
| HR: ENS - E. Durán (1).                                        |   |   |   |   |   |   |   |   |   |   |    |   |

| Equipo                                                                    | 1 | 2 | 3 | 4 | 5 | 6 | 7 | 8 | 9 | C | H | E |
| ------------------------------------------------------------------------- | - | - | - | - | - | - | - | - | - | - | - | - |
| Ensenada                                                                  | 0 | 0 | 1 | 0 | 0 | 0 | 0 | 0 | 1 | 2 | 8 | 2 |
| San Luis                                                                  | 0 | 1 | 0 | 0 | 0 | 0 | 0 | 3 | X | 4 | 4 | 0 |
| G: Yeiper Castillo (1-0); P: José Ascanio (0-1); SV: Yosshel Hurtado (1). |   |   |   |   |   |   |   |   |   |   |   |   |
| HR: No hubo.                                                              |   |   |   |   |   |   |   |   |   |   |   |   |

| Equipo                                                                    | 1 | 2 | 3 | 4 | 5 | 6 | 7 | 8 | 9 | C | H | E |
| ------------------------------------------------------------------------- | - | - | - | - | - | - | - | - | - | - | - | - |
| Ensenada                                                                  | 0 | 0 | 0 | 0 | 1 | 0 | 0 | 1 | 0 | 2 | 3 | 1 |
| San Luis                                                                  | 2 | 0 | 1 | 1 | 0 | 0 | 0 | 0 | X | 4 | 7 | 2 |
| G: Daniel Bloch (1-0); P: Jesús Yavé Estrada (0-1); SV: Joaquín Lara (1). |   |   |   |   |   |   |   |   |   |   |   |   |
| HR: ENS - Y. Cota (1).                                                    |   |   |   |   |   |   |   |   |   |   |   |   |

| Equipo                                                          | 1 | 2 | 3 | 4 | 5 | 6 | 7 | 8 | 9 | C  | H | E |
| --------------------------------------------------------------- | - | - | - | - | - | - | - | - | - | -- | - | - |
| Ensenada                                                        | 2 | 0 | 0 | 1 | 3 | 0 | 0 | 2 | 4 | 12 | 8 | 1 |
| San Luis                                                        | 0 | 0 | 0 | 0 | 0 | 2 | 0 | 0 | 0 | 2  | 8 | 2 |
| G: Marlon Arias (2-0); P: Francisco Córdoba (0-1); SV: No hubo. |   |   |   |   |   |   |   |   |   |    |   |   |
| HR: ENS - Y. Cota (2); SLR - J. C. Torres (1).                  |   |   |   |   |   |   |   |   |   |    |   |   |

| Equipo                                                                      | 1 | 2 | 3 | 4 | 5 | 6 | 7 | 8 | 9 | C | H | E |
| --------------------------------------------------------------------------- | - | - | - | - | - | - | - | - | - | - | - | - |
| San Luis                                                                    | 0 | 1 | 0 | 2 | 0 | 2 | 0 | 0 | 0 | 5 | 8 | 1 |
| Ensenada                                                                    | 1 | 0 | 0 | 0 | 0 | 1 | 0 | 0 | 0 | 2 | 9 | 1 |
| G: Irvin Rodríguez (1-0); P: Arturo Florentino (1-1); SV: Joaquín Lara (2). |   |   |   |   |   |   |   |   |   |   |   |   |
| HR: No hubo.                                                                |   |   |   |   |   |   |   |   |   |   |   |   |

| Equipo                                                          | 1 | 2 | 3 | 4 | 5 | 6 | 7 | 8 | 9 | C | H | E |
| --------------------------------------------------------------- | - | - | - | - | - | - | - | - | - | - | - | - |
| San Luis                                                        | 0 | 0 | 0 | 0 | 0 | 0 | 0 | 0 | 0 | 0 | 1 | 4 |
| Ensenada                                                        | 4 | 3 | 1 | 0 | 0 | 0 | 0 | 0 | X | 8 | 9 | 2 |
| G: Filiberto Báez (1-0); P: Yeiper Castillo (1-1); SV: No hubo. |   |   |   |   |   |   |   |   |   |   |   |   |
| HR: No hubo.                                                    |   |   |   |   |   |   |   |   |   |   |   |   |

| Equipo                                                          | 1 | 2 | 3 | 4 | 5 | 6 | 7 | 8 | 9 | C  | H  | E |
| --------------------------------------------------------------- | - | - | - | - | - | - | - | - | - | -- | -- | - |
| Caborca                                                         | 0 | 0 | 2 | 1 | 0 | 5 | 0 | 0 | 3 | 11 | 15 | 0 |
| San Quintín                                                     | 0 | 0 | 0 | 0 | 0 | 0 | 3 | 0 | 2 | 5  | 9  | 2 |
| G: Misael Siverio (1-0); P: Santiago Valdez (0-1); SV: No hubo. |   |   |   |   |   |   |   |   |   |    |    |   |
| HR: SQN - M. Cabrera (1).                                       |   |   |   |   |   |   |   |   |   |    |    |   |

| Equipo                                                     | 1 | 2 | 3 | 4 | 5 | 6 | 7 | 8 | 9 | C | H  | E |
| ---------------------------------------------------------- | - | - | - | - | - | - | - | - | - | - | -- | - |
| Caborca                                                    | 0 | 3 | 1 | 2 | 0 | 2 | 0 | 0 | 0 | 8 | 13 | 4 |
| San Quintín                                                | 0 | 0 | 2 | 0 | 0 | 1 | 0 | 0 | 0 | 3 | 5  | 3 |
| G: José Gómez (1-0); P: Porfirio López (0-1); SV: No hubo. |   |   |   |   |   |   |   |   |   |   |    |   |
| HR: No hubo.                                               |   |   |   |   |   |   |   |   |   |   |    |   |

| Equipo                                                                           | 1 | 2 | 3 | 4 | 5 | 6 | 7 | 8 | 9 | C  | H  | E |
| -------------------------------------------------------------------------------- | - | - | - | - | - | - | - | - | - | -- | -- | - |
| San Quintín                                                                      | 0 | 0 | 1 | 0 | 1 | 0 | 3 | 0 | 2 | 7  | 16 | 0 |
| Caborca                                                                          | 2 | 1 | 2 | 1 | 0 | 3 | 1 | 0 | X | 10 | 15 | 3 |
| G: Pedro Echemendia (1-0); P: Jesús Ricardo Verduzco (0-1); SV: Rafael Cova (1). |   |   |   |   |   |   |   |   |   |    |    |   |
| HR: SQN - A. Sillas (1).                                                         |   |   |   |   |   |   |   |   |   |    |    |   |

| Equipo                                                                               | 1 | 2 | 3 | 4 | 5 | 6 | 7 | 8 | 9 | C | H  | E |
| ------------------------------------------------------------------------------------ | - | - | - | - | - | - | - | - | - | - | -- | - |
| San Quintín                                                                          | 0 | 0 | 0 | 2 | 0 | 0 | 1 | 0 | 2 | 5 | 11 | 3 |
| Caborca                                                                              | 1 | 0 | 2 | 0 | 0 | 0 | 0 | 0 | 0 | 3 | 5  | 3 |
| G: Luis de la Cruz (1-0); P: Fernando Antonio Burgueño (0-1); SV: Luis Castillo (1). |   |   |   |   |   |   |   |   |   |   |    |   |
| HR: No hubo.                                                                         |   |   |   |   |   |   |   |   |   |   |    |   |

| Equipo                                                                | 1 | 2 | 3 | 4 | 5 | 6 | 7 | 8 | 9 | 10 | 11 | 12 | 13 | C | H  | E |
| --------------------------------------------------------------------- | - | - | - | - | - | - | - | - | - | -- | -- | -- | -- | - | -- | - |
| San Quintín                                                           | 0 | 0 | 0 | 1 | 0 | 1 | 0 | 1 | 0 | 0  | 0  | 0  | 1  | 4 | 11 | 2 |
| Caborca                                                               | 0 | 0 | 2 | 0 | 0 | 0 | 0 | 0 | 1 | 0  | 0  | 0  | 0  | 3 | 6  | 4 |
| G: Irving Machuca (1-0); P: Jonás Garibay (0-1); SV: José Moreno (1). |   |   |   |   |   |   |   |   |   |    |    |    |    |   |    |   |
| HR: CAB - E. Muñoz (1), A. Colmenares (1).                            |   |   |   |   |   |   |   |   |   |    |    |    |    |   |    |   |

| Equipo                                                           | 1 | 2 | 3 | 4 | 5 | 6 | 7 | 8 | 9 | C | H  | E |
| ---------------------------------------------------------------- | - | - | - | - | - | - | - | - | - | - | -- | - |
| Caborca                                                          | 0 | 0 | 1 | 0 | 0 | 0 | 0 | 1 | 0 | 2 | 10 | 2 |
| San Quintín                                                      | 0 | 1 | 0 | 0 | 2 | 0 | 2 | 1 | X | 6 | 8  | 0 |
| G: Juan Cosío (1-0); P: José Gómez (1-1); SV: Luis Castillo (2). |   |   |   |   |   |   |   |   |   |   |    |   |
| HR: No hubo.                                                     |   |   |   |   |   |   |   |   |   |   |    |   |

| Equipo                                                          | 1 | 2 | 3 | 4 | 5 | 6 | 7 | 8 | 9 | 10 | 11 | 12 | 13 | 14 | C | H  | E |
| --------------------------------------------------------------- | - | - | - | - | - | - | - | - | - | -- | -- | -- | -- | -- | - | -- | - |
| Caborca                                                         | 1 | 0 | 1 | 1 | 0 | 3 | 0 | 0 | 0 | 0  | 0  | 0  | 1  | 0  | 7 | 17 | 1 |
| San Quintín                                                     | 0 | 1 | 0 | 0 | 2 | 1 | 1 | 0 | 1 | 0  | 0  | 0  | 1  | 1  | 8 | 18 | 1 |
| G: Porfirio López (1-1); P: Fernando Lozano (0-1); SV: No hubo. |   |   |   |   |   |   |   |   |   |    |    |    |    |    |   |    |   |
| HR: CAB - A. Velázquez (1); SQN - E. Nieves (1).                |   |   |   |   |   |   |   |   |   |    |    |    |    |    |   |    |   |

### Final

#### San Quintínvs.Ensenada

##### Juego 1
7 de agosto de 2018; Estadio Deportivo Antonio Palacios, Ensenada, Baja California.
| Equipo                                                            | 1 | 2 | 3 | 4  | 5 | 6 | 7 | 8 | 9 | C  | H  | E |
| ----------------------------------------------------------------- | - | - | - | -- | - | - | - | - | - | -- | -- | - |
| San Quintín                                                       | 0 | 0 | 0 | 0  | 0 | 0 | 0 | 0 | 0 | 0  | 1  | 2 |
| Ensenada                                                          | 0 | 0 | 1 | 10 | 0 | 0 | 0 | 2 | X | 13 | 12 | 0 |
| G: Marlon Arias (3-0); P: José Miguel Sánchez (0-1); SV: No hubo. |   |   |   |    |   |   |   |   |   |    |    |   |
| HR: ENS - A. Tovalín (2).                                         |   |   |   |    |   |   |   |   |   |    |    |   |

- Ensenada lidera la serie 1-0.[45]

##### Juego 2
8 de agosto de 2018; Estadio Deportivo Antonio Palacios, Ensenada, Baja California.
| Equipo                                                                       | 1 | 2 | 3 | 4 | 5 | 6 | 7 | 8 | 9 | C | H | E |
| ---------------------------------------------------------------------------- | - | - | - | - | - | - | - | - | - | - | - | - |
| San Quintín                                                                  | 0 | 0 | 1 | 0 | 0 | 0 | 0 | 1 | 2 | 4 | 5 | 0 |
| Ensenada                                                                     | 0 | 0 | 1 | 0 | 0 | 0 | 0 | 0 | 0 | 1 | 5 | 2 |
| G: Luis de la Cruz (2-0); P: Luis Carlos Reyes (0-1); SV: Luis Castillo (3). |   |   |   |   |   |   |   |   |   |   |   |   |
| HR: No hubo.                                                                 |   |   |   |   |   |   |   |   |   |   |   |   |

- Serie empatada a 1.[47]

##### Juego 3
10 de agosto de 2018; Estadio "Dr. Miguel Valdez Salazar", San Quintín, Baja California.
| Equipo                                                                   | 1 | 2 | 3 | 4 | 5 | 6 | 7 | 8 | 9 | C | H  | E |
| ------------------------------------------------------------------------ | - | - | - | - | - | - | - | - | - | - | -- | - |
| Ensenada                                                                 | 0 | 1 | 1 | 0 | 0 | 0 | 3 | 0 | 0 | 5 | 12 | 0 |
| San Quintín                                                              | 2 | 0 | 1 | 0 | 0 | 0 | 0 | 0 | 0 | 3 | 6  | 1 |
| G: Carlos Morales (1-0); P: Luis de la Cruz (2-1); SV: Luis Ramírez (1). |   |   |   |   |   |   |   |   |   |   |    |   |
| HR: No hubo.                                                             |   |   |   |   |   |   |   |   |   |   |    |   |

- Ensenada lidera la serie 2-1.[49]

##### Juego 4
11 de agosto de 2018; Estadio "Dr. Miguel Valdez Salazar", San Quintín, Baja California.
| Equipo                                                         | 1 | 2 | 3 | 4 | 5 | 6 | 7 | 8 | 9 | C  | H  | E |
| -------------------------------------------------------------- | - | - | - | - | - | - | - | - | - | -- | -- | - |
| Ensenada                                                       | 0 | 0 | 0 | 0 | 0 | 0 | 0 | 2 | 0 | 2  | 7  | 0 |
| San Quintín                                                    | 4 | 0 | 3 | 1 | 0 | 0 | 1 | 1 | X | 10 | 12 | 0 |
| G: Porfirio López (2-1); P: Filiberto Báez (1-1); SV: No hubo. |   |   |   |   |   |   |   |   |   |    |    |   |
| HR: SQN - A. Sillas (2 y 3), O. Maderas (1).                   |   |   |   |   |   |   |   |   |   |    |    |   |

- Serie empatada a 2.[51]

##### Juego 5
12 de agosto de 2018; Estadio "Dr. Miguel Valdez Salazar", San Quintín, Baja California.
| Equipo                                                               | 1 | 2 | 3 | 4 | 5 | 6 | 7 | 8 | 9 | C | H  | E |
| -------------------------------------------------------------------- | - | - | - | - | - | - | - | - | - | - | -- | - |
| Ensenada                                                             | 0 | 1 | 1 | 2 | 0 | 0 | 0 | 0 | 2 | 6 | 10 | 2 |
| San Quintín                                                          | 4 | 0 | 0 | 0 | 0 | 0 | 0 | 0 | 0 | 4 | 10 | 3 |
| G: José Ascanio (1-1); P: Luis Castillo (0-1); SV: Luis Ramírez (2). |   |   |   |   |   |   |   |   |   |   |    |   |
| HR: SQN - O. Maderas (2).                                            |   |   |   |   |   |   |   |   |   |   |    |   |

- Ensenada lidera la serie 3-2.[53]

##### Juego 6
14 de agosto de 2018; Estadio Deportivo Antonio Palacios, Ensenada, Baja California.
| Equipo                                                                      | 1 | 2 | 3 | 4 | 5 | 6 | 7 | 8 | 9 | C | H | E |
| --------------------------------------------------------------------------- | - | - | - | - | - | - | - | - | - | - | - | - |
| San Quintín                                                                 | 0 | 1 | 0 | 0 | 0 | 0 | 0 | 0 | 0 | 1 | 6 | 1 |
| Ensenada                                                                    | 0 | 0 | 0 | 1 | 1 | 0 | 1 | 0 | X | 3 | 8 | 1 |
| G: Jesús Yavé Estrada (1-1); P: Irving Machuca (1-1); SV: Luis Ramírez (3). |   |   |   |   |   |   |   |   |   |   |   |   |
| HR: No hubo.                                                                |   |   |   |   |   |   |   |   |   |   |   |   |

- Ensenada gana la serie 4-2.[55]

## Líderes
A continuación se muestran los lideratos tanto individuales como colectivos de los diferentes departamentos de bateo y de pitcheo.

### Bateo
| Categoría           | Individual                 | Marca | Colectivo                                     | Marca |
| ------------------- | -------------------------- | ----- | --------------------------------------------- | ----- |
| Porcentaje          | Edgard Enrique Muñoz (CAB) | .361  | Marineros de Ensenada                         | .294  |
| Carreras Producidas | Osniel Maderas (SQN)       | 87    | Freseros de San Quintín                       | 494   |
| Home Runs           | Jeremy Acey (PCO)          | 15    | Marineros de Ensenada                         | 67    |
| Carreras Anotadas   | Edgard Enrique Muñoz (CAB) | 92    | Marineros de Ensenada                         | 574   |
| Hits                | Edgard Enrique Muñoz (CAB) | 141   | Algodoneros de San Luis Marineros de Ensenada | 980   |
| Dobles              | Osniel Maderas (SQN)       | 32    | Freseros de San Quintín                       | 233   |
| Triples             | Edgard Enrique Muñoz (CAB) | 21    | Rojos de Caborca                              | 46    |
| Bases Robadas       | Román Sesteaga (ENS)       | 34    | Marineros de Ensenada                         | 95    |

### Pitcheo
| Categoría       | Individual                | Marca | Colectivo             | Marca |
| --------------- | ------------------------- | ----- | --------------------- | ----- |
| Efectividad     | Misael Siverio (CAB)      | 1.64  | Marineros de Ensenada | 3.80  |
| Juegos Ganados  | Santiago Valdez (SQN)     | 11    | Marineros de Ensenada | 58    |
| Ponches         | Jorge Luis Castillo (CAB) | 131   | Marineros de Ensenada | 803   |
| Juegos Salvados | Luis Castillo (SQN)       | 20    | Marineros de Ensenada | 28    |
| WHIP            | Gabriel García (ENS)      | 1.02  | Marineros de Ensenada | 1.37  |

## Acontecimientos relevantes
- 22 de julio: El lanzador Jorge Luis Castillo, de los Rojos de Caborca, impone nueva marca al alcanzar los 131 abanicados en una temporada, en un partido disputado ante los Tiburones de Puerto Peñasco realizado en el Estadio Héroes de Caborca de Caborca, Sonora; que favoreció a los locales por pizarra de 9 carreras por 1.[57]